# Wu wei
För andra betydelser, se Wuwei.
Wu wei (無為 eller 无为), "icke-handlande" är ett uttryck i den daoistiska filosofin. Enligt daoismens företrädare råder dao, "Vägen" bäst ju mindre man försöker styra tillvaron, och ett icke-handlande blir därför det mest rationella handlingsalternativet. Begreppet står i kontrast framförallt till den etik som förespråkades av konfucianerna.